# Batallón Isaac Puente
El Batallón Isaac Puente fue una unidad militar del sindicato Confederación Nacional del Trabajo (CNT) del País Vasco que actuó en el Frente Norte durante la guerra civil española (septiembre de 1936 – octubre 1937). Era el n.º 3 de las Milicias Antifascistas de la CNT y el n.º 11 del Euzko Gudarostea. Fue nombrado como batallón de choque por el Estado Mayor del Euzko Gudarostea.

## Orígenes
El nombre del batallón se puso en memoria de Isaac Puente Amestoy (1896-1936), teórico anarquista que había sido fusilado por los franquistas el 1 de septiembre de 1936. El Batallón Isaac Puente se formó en septiembre de 1936, en el cuartel de la Casilla de Bilbao. El primer ataque lo sufrió en este mismo cuartel en el bombardeo aéreo franquista del 25 de septiembre.

## Historial de operaciones

### Ofensiva de Villarreal
El primer combate importante lo sostuvo durante la ofensiva de Villarreal en el pinar de Chavalopea del monte Albertia los primeros días noviembre. Aunque realizó una defensa heroica de la posición y su comandante fuese felicitado por el Estado Mayor, la posterior derrota fue terrible y el batallón sufrió más de 200 bajas, incluidos unos 100 muertos.

### En el asedio de Oviedo
El 13 de febrero el batallón salió desde Dos Caminos (Basauri) para luchar en Asturias, dentro de la 1.ª Brigada de las Brigadas Expedicionarias Vascas. Entre febrero y marzo participó en la conquista de Oviedo, en el sector de San Claudio. El batallón conquistó su objetivo pero tuvo que retroceder ante el fracaso de otras unidades republicanas. El batallón tuvo que regresar de Asturias para frenar la ofensiva enemiga, actuando en el alto de Barazar.

### Campaña de Vizcaya
En marzo de 1937 hubo diversas desavenencias entre el Gobierno Vasco y el sindicato CNT, y el Batallón Isaac Puente tuvo un fuerte enfrentamiento con dos batallones nacionalistas que salieron a su paso en Galdácano, pero finalmente todo se solucionó sin enfrentamiento armado. Comenzada la ofensiva sobre Vizcaya a finales de marzo, el batallón luchó en la zona del puerto de Barazar. A finales de abril ayudó en la retirada definitiva de los frentes guipuzcoanos, y a principios de mayo el batallón volvió a la zona del monte Sollube, en la costa de Vizcaya. En mayo de 1937 el batallón luchó en el monte Bizkargi junto a efectivos asturianos.

### La retirada a Cantabria y Asturias
Después de la caída de Vizcaya en manos franquistas, el "Isaac Puente" marchó hacia Cantabria. Tras el Pacto de Santoña y la rendición de los nacionalistas, el "Isaac Puente" siguió luchando, pasando a ser el 1.er Batallón de la 156.ª Brigada Mixta (anterior 3.ª Brigada vasca) dentro de la 1.ª División vasca (anterior III). Tras andar en Solares y Torrelavega, el batallón se retiró a Asturias, donde luchó en septiembre y octubre, destacando en la batalla de El Mazuco.
En esta batalla el batallón fue condecorado con la Medalla de la Libertad (máxima distinción de la II República Española) concedida por Belarmino Tomás, presidente del Consejo Soberano de Asturias y León, al comandante del batallón, Antonio Teresa de Miguel. Tras combatir hasta el final en Asturias y ante el inminente derrumbe final del Frente Norte, parte de sus hombres evacuaron por mar, logrando escapar del cerco y llegar a la costa de Francia para volver a combatir en Cataluña en distintas unidades.

## Homenajes
En julio de 2006 varios miembros del batallón participaron en el homenaje a los gudaris y milicianos del Euzko Gudarostea que llevó a cabo la asociación Aterpe 1936. A los actos acudieron los antiguos milicianos Félix Padín Gallo, Marcelino Bilbao y Francisco Alonso Uriarte.